# St. Anna (Syrau)

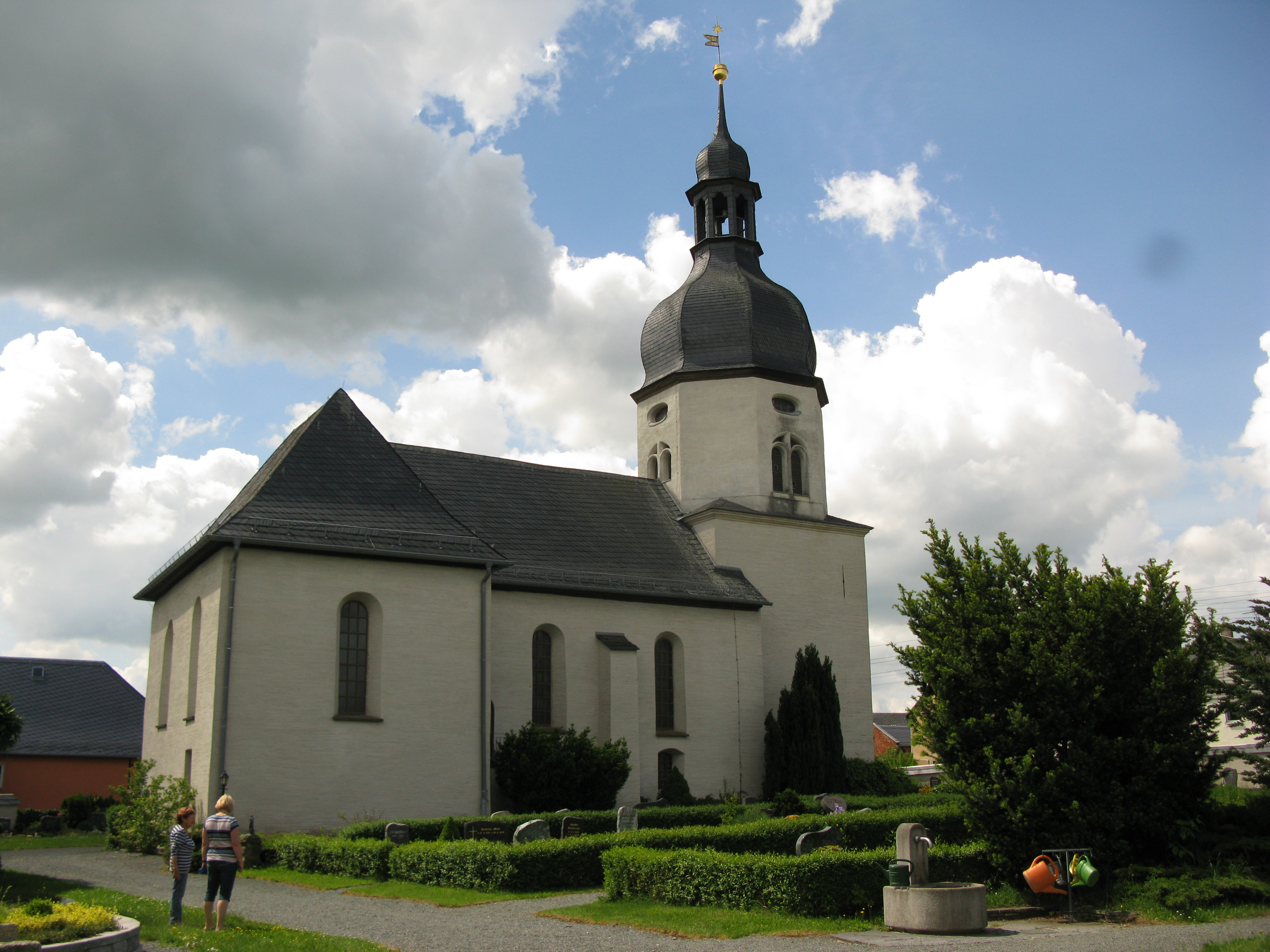
St. Anna (Syrau)

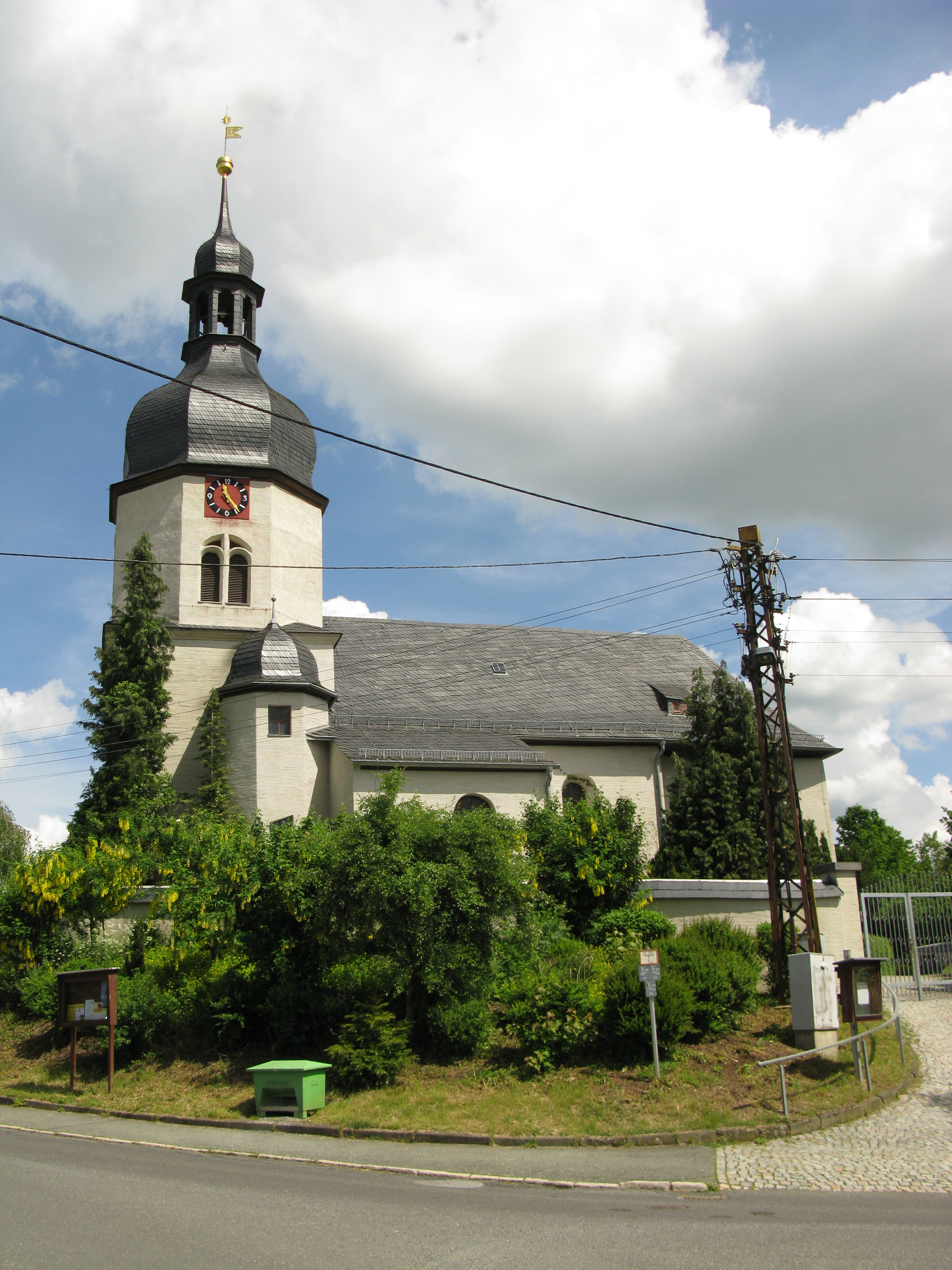
Ansicht von Süden

Die evangelische Kirche St. Anna ist eine barocke Saalkirche im Ortsteil Syrau von Rosenbach im Vogtlandkreis in Sachsen. Sie gehört zur Kirchengemeinde Rosenbach im Kirchenbezirk Vogtland der Evangelisch-Lutherischen Landeskirche Sachsens.

## Geschichte und Architektur
Die einschiffige barocke Saalkirche wurde nach dem Brand von 1638 in den Jahren 1686–89 anstelle des Vorgängerbauwerks neu erbaut. Restaurierungen wurden in den Jahren 1893 und 1911 durchgeführt. Das Bauwerk ist ein verputzter Bruchsteinbau mit Strebepfeilern; der gerade geschlossene, eingezogene Chor ist nach Norden versetzt. An der Westseite befindet sich der Turm über quadratischem Grundriss, der im Obergeschoss oktogonal ausgebildet und mit einer Welschen Haube und Laterne abgeschlossen ist; daneben ist ein kleiner oktogonaler Treppenturm angebaut, an der Südseite eine kleine Portalvorhalle mit Kreuzgratgewölbe.
Das Innere ist mit barockem Kreuzgratgewölbe geschlossen, eingeschossige Emporen sind an den Seiten eingebaut, ein runder Triumphbogen vermittelt zum Chor.

## Ausstattung
Das Hauptstück der Ausstattung ist ein gemalter barocker Flügelaltar, der im Jahr 1628 von Agnesia von Watzdorf gestiftet wurde, mit einer sorgfältig ausgeführten Intarsienarbeit von Paul Keil aus Schleiz. Im Schrein ist das Abendmahl dargestellt, auf den Flügeln die Kreuzigung und Grablegung, Die reich verzierte hölzerne, barocke Kanzel wurde ebenfalls mit Intarsien von Paul Keil aus dem Jahr 1628 versehen und in den Jahren 1990–92 restauriert. Am fünfseitigen Korb sind Darstellungen von Adam und Eva, die Opferung Isaaks, Moses mit den Gesetzestafeln, Lamm Gottes und Auferstehung, an der Kanzeltreppe Petrus und Johannes Evangelista, am Schalldeckel die Wappen derer von Watzdorf und Schönfels. Eine spätgotische Figurengruppe aus Lindenholz aus dem 16. Jahrhundert stellt Anna selbdritt dar.
Zwei wertvolle Marmorgrabsteine zeigen ganzfigurige Reliefs des Georg Friedrich von Watzdorf († 1622) und seiner Gemahlin Agnesia, die von Johann Böhme um 1620–25 geschaffen wurden.
Die Orgel war ein Werk von Carl Wolf aus dem Jahr 1848 mit zwölf Registern auf einem Manualen und Pedal, sie wurde im Jahr 1985 bis auf den Prospekt entfernt und durch ein elektronisches Instrument ersetzt.